# Кызылжар (Кутарысский сельский округ)
Кызылжар (каз. Қызылжар) — село в Сайрамском районе Туркестанской области Казахстана. Входит в состав Кутарысского сельского округа. Код КАТО — 515263200.

## Население
В 1999 году население села составляло 323 человека (171 мужчина и 152 женщины). По данным переписи 2009 года, в селе проживало 258 человек (135 мужчин и 123 женщины).